# Cartagena Fútbol Club Efesé
El Cartagena Fútbol Club es un club de fútbol de cantera de la ciudad de Cartagena, Región de Murcia. Tras el descenso a Preferente en la campaña 2021/22, deja de competir en categoría senior, manteniendo las bases.
La máxima categoría que ha alcanzado el club ha sido la Segunda División, donde ha disputado un total de 15 temporadas, ocupando el puesto 63 en la Clasificación histórica de la Segunda División en España.
Entre 2002 y 2009 y entre 2011 y 2014, fue filial del Fútbol Club Cartagena.

## Historia
La Unión Deportiva Cartagenera fue fundada el 25 de febrero de 1940 mediante la fusión de dos clubes locales, el Plus Ultra-Lisvert y el Club Deportivo Los Tigres.
La UD Cartagenera competía en categorías regionales, y en 1952 la mayoría de los directivos y aficionados del desaparecido Cartagena Club de Fútbol pasan a la Cartagenera, que adopta también los colores blanquinegros (antes usaba camisa blanca y pantalón azul). Se proclama campeón de Primera Regional y asciende a Tercera División en 1953 y realiza ocho grandes campañas en la categoría hasta lograr de nuevo el ansiado ascenso a Segunda División en 1961 frente al Sestao en San Mamés, ya con Dionisio Martínez en la presidencia.

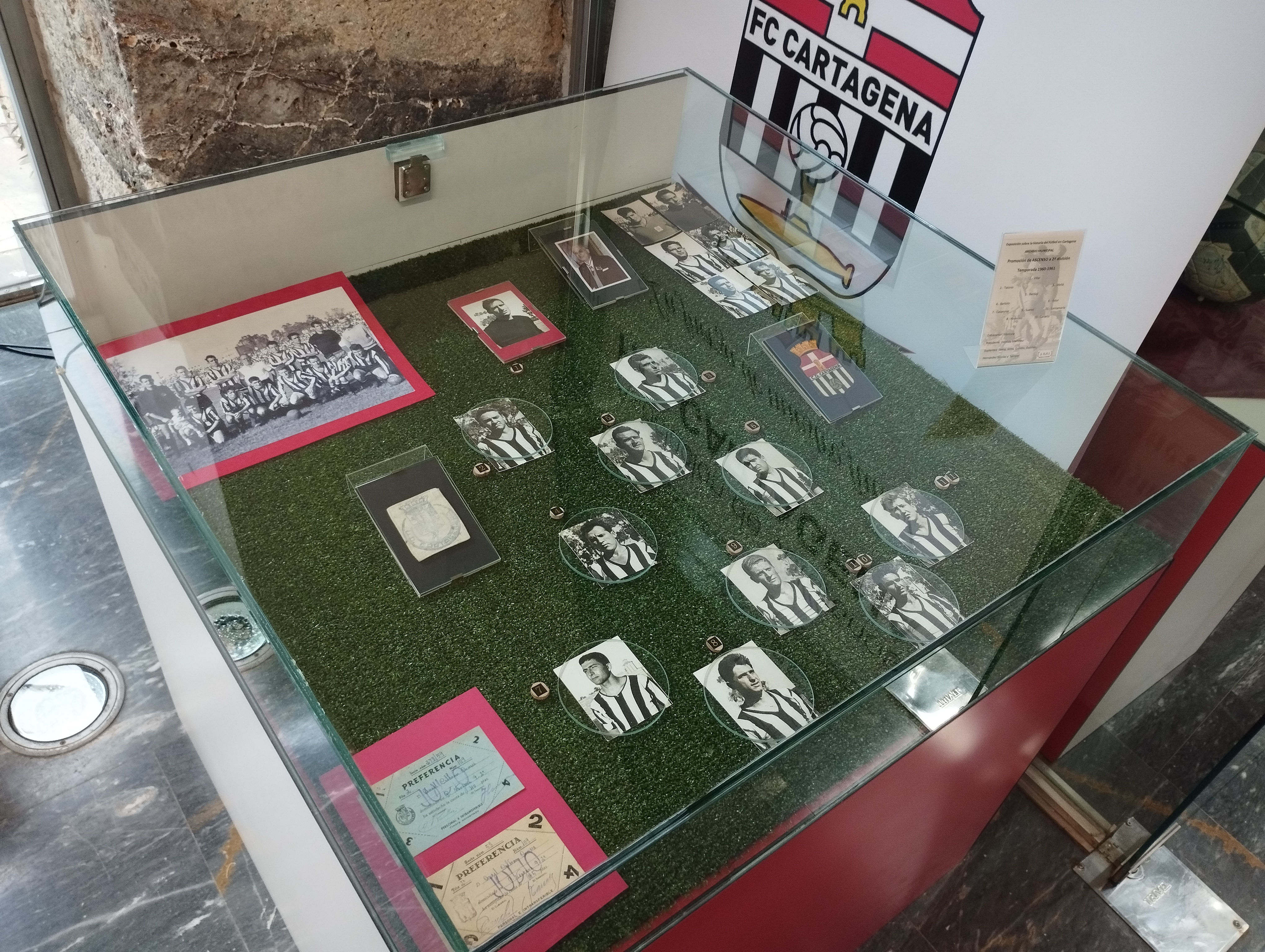
Alineación presentada por el CD Cartagena durante la promoción de ascenso a Segunda División de la temporada 1960-61, en una vitrina de la exposición Historia del fútbol en Cartagena (2025).

En Segunda División el club pasó llamarse Club Deportivo Cartagena porque su presidente quería llevar el nombre de Cartagena y no Cartagenera y, además recibe patrocinador de la filial de Repsol, Repesa, establecida en la ciudad.
Durante la campaña 1961/1962, el equipo es encuadrado en el grupo II de la Segunda División, finalizando la campaña en 11.º lugar con 28 puntos, muy lejos de los 38 que logró el CD Málaga para disputar la fase de ascenso a Primera División, pero manteniendo un año más la categoría de plata del fútbol español.
En 1963, y tras una campaña 1962/1963 desastrosa, el Cartagena vuelve a descender a Tercera División, finalizando en 13.ª posición y perdiendo en la eliminatoria por la permanencia en Segunda División por un global de 4-2; 0-0 en el Almarjal y 3-1 en Badalona.
Con este descenso, pasa doce tristes años buscando el ascenso sin éxito. En abril de 1974 el club recupera el histórico nombre de Cartagena Fútbol Club. Al final, tras años buscando el ascenso a Segunda, lo que encontró fue el descenso a regional en 1975 sin poder volver a lograr el ascenso a Tercera División en dos temporadas.
En 1977 se inicia la escalada de categorías más fulgurante del club con el ascenso a Tercera División. Tres temporadas después, en 1980, se logra el ascenso a Segunda División B, y dos más tarde en 1982 se disfruta el último ascenso a Segunda División del club tras un final de temporada sorprendente. Como presidente del club estaba Mariano Carrera Moya y como entrenador del mismo el argentino Gustavo Silva Guidoni. En cinco temporadas se había pasado de la categoría regional al fútbol profesional.
El Cartagena vivió su época dorada y permaneció seis temporadas consecutivas en Segunda división hasta el descenso a Segunda División B en 1988. La primera de esta serie, la 1982/1983 fue dirigida por Gustavo Silva desde el banquillo durante las primeras treinta jornadas. Tras él cogió las riendas del equipo el cartagenero José Víctor Rodríguez De Miguel que logró la permanencia en la categoría dejando al equipo decimosexto.
La temporada 1983/1984 ve pasar por el banquillo del Cartagena FC hasta a tres entrenadores diferentes. Comenzó la temporada José Víctor, que fue destituido en la decimoquinta jornada. El siguiente inquilino del banquillo albinegro fue el granadino José María Moreno Artero, desde la decimosexta jornada a la trigésimo primera. Finalmente el encargado de lograr la permanencia de una temporada convulsa fue el cartagenero Francisco Navarro Munuera "Paquirri", que salvó al equipo en decimosexto lugar.
La siguiente temporada, 1984/1985, recae la dirección del equipo en el vasco Jesús Aranguren Merino, con el que se hizo una gran campaña finalizando la temporada en octava posición y viendo como el equipo se encaramaba a las primeras posiciones de la tabla e incluso liderando la misma al inicio del campeonato. Finalmente se terminó en una honrosa posición y entre los futbolistas que destacaron en la misma se podrían citar al onubense Andrés Fernández, máximo goleador con 7 goles o a Alejandro Sagarduy, auténtico emblema del equipo desde el ascenso de 1982.
La temporada 1985/1986 dirige el equipo el argentino Felipe Mesones, con el que el equipo finaliza la campaña en decimocuarta posición y en una campaña en la que destacan jugadores como Crespo en la delantera o Trasante en la defensa.
La siguiente campaña, la 1986/1987 ve pasar por el banquillo del Almarjal a dos entrenadores. Desde el inicio hasta la trigésima jornada el equipo es dirigido por Felipe Mesones y a partir de ahí las riendas del conjunto albinegro las cogería el cartagenero y emblema del club Pedro Arango Segura con el que el "Efesé" finalizaría la campaña en decimotercera posición.
La temporada 1987/1988 supone el descenso del club a la Segunda División B tras finalizar en vigésima y última posición. Supuso el descenso de un club con 15 temporadas de trayectoria en la categoría de plata. En dicho descenso influyeron la mala planificación deportiva y la construcción del nuevo estadio, el Estadio Cartagonova. Debido a las obras, el club dejó de utilizar el antiguo Almarjal y pasó a disputar sus partidos en la localidad vecina de Torre Pacheco. Dicha temporada el equipo estuvo dirigido desde el banquillo por el cartagenero Ángel Pallarés hasta la jornada decimoctava. A partir de ahí cogió las riendas del equipo el vasco Pedro María Uribarri.
El objetivo era volver a la categoría perdida pero el Cartagena falló cinco intentos y acabó por deshacerse como club siete años después del último descenso. En 1991 se instauraron las liguillas de ascenso a Segunda División, y el Cartagena perdió el ascenso en el último partido en los años 1991 (con mucha polémica) y 1992.
En 1995 el Cartagena juega la promoción de permanencia en Segunda División B venciendo en los terrenos de juego, pero finalmente perdería la categoría por deuda económica. Era el principio del fin, en 1996 se intentó el ascenso a Segunda División B pero hubo un nuevo fracaso.
En la temporada 1996/97 tras 5 jornadas el Cartagena FC abandona la competición en medio de una situación insostenible. Su último partido lo jugó ante el Lorca CF en el Cartagonova y el resultado fue de 0-0. Al contrario de lo que suele decirse el Cartagena FC no llegó a desaparecer, simplemente dejó de competir el primer equipo, permaneciendo con vida los equipos de fútbol base hasta categoría juvenil.
En el año 2002 José Gómez Meseguer, presidente del Cartagena FC, inscribe por fin un equipo sénior del club en categoría de Primera Territorial. Dos años después, en 2004, logra el ascenso a Territorial Preferente. En estos años el club llegó a ser filial del FC Cartagena.
La temporada 2008/09 logra ascender de nuevo a Tercera División. Tras el ascenso el club deja de ser filial del F.C. Cartagena durante dos años, ya que volvería a serlo en el año 2011.
El club vuelve a caer a la Territorial Preferente en 2012, pero retorna en un año a Tercera División. 
En 2014, tras otros 3 años siendo filial del FC Cartagena, se hace público el fin del acuerdo de filialidad entre ambos clubes. Según recientes declaraciones de su presidente, el club está saneado económicamente y podría jugar en Segunda División B sin ningún impedimento si se consiguiera el ascenso de categoría, sin embargo en 2015 vuelve a descender a Preferente.
El 7 de julio de 2023 se hace oficial un acuerdo de colaboración entre el Cartagena F.C. y el Racing Cartagena Mar Menor F.C.
Los presidentes Leo Gómez (Efesé) y Dani Nuñez (Racing) firmaron el acuerdo por el cual el Racing Cartagena jugará de local sus partidos en la Ciudad Deportiva Gómez Meseguer durante las próximas temporadas.

## Uniforme
- Uniforme titular: Camiseta blanca y negra, pantalón negro, medias negras.
- Uniforme suplente: Camiseta carmesí, pantalón azul, medias azules.

## Estadio
El Cartagena F.C comenzó a disputar sus partidos en el Estadio de El Almarjal en 1945. En este estadio, con capacidad para unos 12.000 espectadores, se gestaron sus mayores logros ya que vio al equipo durante 15 temporadas en la Segunda División.
En 1987 se concretó la permuta de los terrenos donde se encontraba el antiguo campo de fútbol de Cartagena, El Almarjal (1925), entre el Ayuntamiento de la ciudad y la empresa Continente, acuerdo por el que esta empresa construiría un nuevo y moderno campo de fútbol, quedándose a cambio con los terrenos del antiguo para construir un hipermercado.
Así, el 27 de septiembre de 1987 se disputó el último partido en El Almarjal entre el Cartagena F.C. y el Club Deportivo Castellón, un encuentro que finalizó con el triunfo de los de casa por cuatro goles a cero.
Se inician las obras del nuevo recinto de la Rambla de Benipila, mientras el equipo local, que militaba en la Segunda División A juega sus partidos provisionalmente en Torre Pacheco.
El 7 de febrero de 1988 se disputaría al fin el primer partido en el nuevo estadio. Se trató de un Cartagena F.C.- Real Burgos que finalizó con empate a cero. El primer gol en el Estadio Cartagonova no llegó hasta un par de semanas más tarde y lo marcó el jugador del Bilbao Athletic Uribarrena.
Estadios:
- Campo de Los Tigres (1940-1944)
- Estadio del Almarjal (1945-1947)
- Campo de Los Juncos (1948-1949)
- Estadio del Almarjal (1952-1988)
- Estadio Municipal Nuevo Cartagonova (1988-1997)
- Ciudad Deportiva Gómez Meseguer (2002-Actualmente)

## Máximos partidos jugados históricos en Segunda División
| Pos. | Jugador          | Años      | PT  |
| ---- | ---------------- | --------- | --- |
| 1    | Sagarduy         | 1982-1988 | 212 |
| 2    | Paco López       | 1982-1988 | 199 |
| 3    | Trasante         | 1982-1988 | 181 |
| 4    | Valle            | 1983-1988 | 154 |
| 5    | Huertas          | 1982-1987 | 153 |
| 6    | Amorós           | 1984-1988 | 128 |
| 7    | Andrés Fernández | 1984-1987 | 99  |
| 8    | Brizzola         | 1985-1988 | 99  |
| 9    | Paco Sánchez     | 1984-1988 | 90  |
| 10   | Pedro González   | 1984-1988 | 81  |

## Jugadores con más goles marcados en Segunda División
| Pos. | Jugador          | Años      | Goles |
| ---- | ---------------- | --------- | ----- |
| 1    | Andrés Fernández | 1984-1987 | 24    |
| 2    | Amaro            | 1950-1952 | 20    |
| 3    | Rivero           | 1982-1985 | 17    |
| 4    | Santís           | 1986-1988 | 16    |
| 5    | Cabillo          | 1950-1951 | 16    |
| 6    | Amorós           | 1984-1988 | 15    |
| 7    | Sagarduy         | 1982-1988 | 15    |
| 8    | Rebollo          | 1982-1984 | 14    |
| 9    | Huertas          | 1982-1987 | 13    |
| 10   | Manceñido        | 1961-1963 | 12    |

## Torneos amistosos
- Trofeo Ciudad de Cartagena (Carabela de Plata) (15): 1969, 1970, 1975, 1976, 1977, 1979, 1983, 1986, 1987, 1989, 1990, 1991, 1992, 1993, 1995.
- Trofeo Ciudad de Murcia (4): 2006, 2007, 2008, 2015 (Torneo 7 TV).
- Trofeo Feria de Ciudad Real (1): 1979.
- Trofeo Against Modern Football (1): 2012.